# Черепенников, Антон Андреевич
Антон Андреевич Черепенников (7 мая 1983, Москва — 22 июля 2023, Москва) — российский технологический предприниматель, основатель многопрофильной ИТ-группы «ИКС Холдинг».
На разных этапах карьеры — член совета директоров холдинга USM, член совета директоров «Мегафона», совладелец и операционный директор «ЮэСэМ Телеком». Профессиональный киберспортсмен и киберспортивный функционер, многолетний владелец клуба Virtus.pro и основатель киберспортивного холдинга ESforce.

## Биография
Антон Черепенников родился 7 мая 1983 года в Москве. Учился в МГТУ имени Баумана на кафедре информационной безопасности (ИУ8), учёбу не закончил.
В 2005 году окончил Московский государственный строительный университет.

### Киберспорт
Черепенников с детства увлекался соревновательными компьютерными играми, участвовал в профессиональных турнирах по Quake и Counter Strike, стал призёром WCG RU Preliminaries 2010. Но в большей мере он проявил себя как киберспортивный менеджер: в 2011 году вместе с Алексеем Колесниковым он возродил титулованный клуб Virtus.pro, а затем совместно с основателем Natus Vincere Александром Кохановским создал холдинг ESforce, в который вошли компания-организатор турниров Dreamz Media (позднее Epic Esports Events), студия трансляций Storm Studio (впоследствии Ruhub) и пр. В 2015 году Черепенников убедил фонд USM проинвестировать до 100 млн долларов в создание крупнейшей киберспортивной структуры в Восточной Европе.
С 2016 года Esforce проводил собственные чемпионаты мира EPicenter по Dota 2 и CS:GO. К началу 2018 года в Esforce входили 14 сайтов, 209 сообществ и ютуб-каналов, 10 компаний, занятых производством контента и организацией мероприятий, контрольный пакет в немецкой киберспортивной организации SK Gaming, команда Virtus.pro, медийные права на украинский клуб Natus Vincere, онлайн-магазин мерчендайза и собственный киберспортивный стадион. В январе 2018 года Esforce был продан Mail.ru Group за 100 млн долларов (Черепенников мог заработать на сделке до 48 млн). В начале 2019 года предприниматель завершил карьеру в киберспорте продажей SK Gaming концерну Daimler и футбольному клубу «Кёльн».

### IT-бизнес

#### СОРМ
В IT Черепенников пришёл в 2005 году, открыв компанию, которая оказывала услуги информационной безопасности на инфраструктуре корпоративных смартфонов Blackberry. В 2014 году на базе этого бизнеса была создана компания «Основа Лаб», которая занялась разработкой решений СОРМ для новых технологий передачи данных — IMS, RCS, VoLTE и других. В 2015 году «Основа Лаб» и разработчик СОРМ «Малвин Системс» вошли в созданный им холдинг «Цитадель».
В 2017—2018 годах «Цитадель» присоединила компании «МФИ-софт» (из его структуры был выделен разработчик решений в области ИБ «Гарда технологии»), «Техаргос», «Сигнатек» и «АДМ системы». К концу 2018 года холдинг контролировал 60 % рынка СОРМ и 5 из 7 компаний, которые Минкомсвязи рекомендовало операторам для исполнения требований закона Яровой.

#### Иные IT-активы
В октябре 2016 года Черепенников создал холдинг «Форпост», в который вошли активы, связанные с системной интеграцией («Талмер»), разработкой и внедрением ПО (JSA Group, «Н-Лоджик»), проектированием и производством аппаратного обеспечения и блокчейн-технологиями («Кометрика», «Орбита»). Впоследствии в 2022 году холдинг перешёл под контроль USM.

#### НИОКР и инвестиции
В 2018 году Черепенников совместно с Ростехом создал научно-производственную компанию «Криптонит», которая занялась разработками в области криптографии, квантовых вычислений, машинного обучения, больших данных, блокчейна и телекоммуникаций для гражданского сектора. С 2019 года одноимённая инвестиционная компания проводила конкурс технологических стартапов «Криптонит Startup Challenge». В декабре 2021 года «Криптонит» открыл в Москве первый и единственный в России Музей криптографии, который был отмечен как лучшая культурная инициатива года в рамках премии Moscow Urban Awards.

#### ИКС Холдинг
В декабре 2018 года Черепенников учредил многопрофильную ИТ-группу ИКС Холдинг в который перенёс существующие и новые IT-активы. На 2019 год в ИКС Холдинг входили 23 компании, объединённые в 5 субхолдингов: Yadro, Nexign, «Цитадель», «Криптонит» и «Форпост». Направления деятельности — информационная безопасность, НИОКР, инвестции, системная интеграция в России и за рубежом.
На 2021 год «ИКС Холдинг» с выручкой 101,634 млрд рублей и почти 7 тысяч сотрудников входил в число крупнейших российских ИТ-компаний, в том числе был вторым в стране IT-разработчиком (CNews). Входящий в структуру «ИКС Холдинга» производитель СХД и серверов Yadro занял второе место по поставкам серверов в 2021 году (после Dell) и первое в IV квартале того года.

#### USM Telecom
В 2020 году Черепенников передал USM 100 % «ИКС Холдинга» в обмен на 10 % «ЮэСэМ Телеком» (которой принадлежит телеком-оператор «Мегафон»). Черепенников сохранил должность генерального директора «ИКС Холдинга», сохранил позиции в дочерних компаниях, а также занял должность операционного директора «ЮэСэМ Телеком» и вошёл в советы директоров холдинга USM и «Мегафона».
В марте 2022 года Черепенников выкупил «ИКС Холдинг» у «ЮэСэМ Телеком», оставив последней ряд активов, необходимых для развития телеком-бизнеса. По итогу сделки под контолем «ИКС Холдинга» остались Yadro, «Цитадель», «Криптонит» и «Бюро 1440», занятое созданием низкоорбитальной спутниковой системы передачи данных.

## Признание
В июне 2016 года РБК включил Черепенникова в рэнкинг предпринимателей, создающих в России новую цифровую экономику, а в мае 2017 — в список «героев завтрашнего дня» — молодых бизнесменов с потенциалом выдающегося роста. На 6 место по стоимости активов среди молодых российских предпринимателей Черепенникова в 2016 году поставил журнал «Секрет фирмы». В 2018 году Черепенников стал бизнесменом года по версии российского GQ, в 2019 — вошёл в рейтинг самых влиятельных людей в российском киберспорте Forbes. В 2019 и 2020 года независимый французский аналитический центр Institut Choiseul дважды включал Черепенникова в рейтинг молодых (до 40 лет) экономических лидеров «Choiseul 100 Россия».

## Санкции
24 февраля 2022 года из-за вторжения России на Украину был Черепенников включён в блокирующий санкционный список США, кроме него в списке оказалась связанная с ним ИТ-группа ИКС Холдинг и компании входящие в неё. 15 апреля 2023 года включён в санкционный список Украины.

## Личная жизнь
Был женат. В интервью Tatler в 2017 году рассказывал о двоих детях: дочери Арине и сыне Андрее.

## Смерть
22 июля 2023 года Антон Черепенников умер в возрасте 40 лет от остановки сердца.